# 张氏掌突蟾
张氏掌突蟾（学名：Leptobrachella zhangyapingi），一种于泰国北部清迈府堆沙革县发现的两栖动物，隶属于角蟾科掌突蟾属。种加词取自中国科学家、国际两栖爬行类DNA条形码数据Cold Code计划的发起者张亚平的名字，以感谢其对东南亚进行生物多样性调查的长期支持和鼓励。

## 形态特征
张氏掌突蟾体型较大，雄蟾体长45.8～52.5毫米。身体背部呈黄棕色，具深棕色斑块和红棕色大疣粒；四肢背面具有深棕色横纹；身体腹面为白色，四肢腹面为粉灰色；虹膜上半部分为金色，下半部分为灰色。